# Powerscourt House
Powerscourt House (en gaélico Eastát Chúirt an Phaoraigh) es una mansión situada en Enniskerry, Irlanda. El edificio es obra del arquitecto Richard Cassels y fue encargado por Richard Wingfield, Vizconde de Powerscourt. Se inicia la construcción en 1731 en el lugar en el que existía un castillo normando.
La mansión sufrió un grave incendio en 1974 que destruyó por completo el interior de la mansión. Actualmente es propiedad de la familia Slanzenger.

## Jardines
Los jardines están considerados como uno de los más importantes de toda Irlanda. Están divididos en jardín italiano, jardines japoneses, lago del tritón, cementerio de mascotas, fuente del delfín y jardines amurallados. 
Los jardines fueron concluidos entre 1858 y 1875 cuando se agregaron puertas, estatuas y urnas. 

## Galería

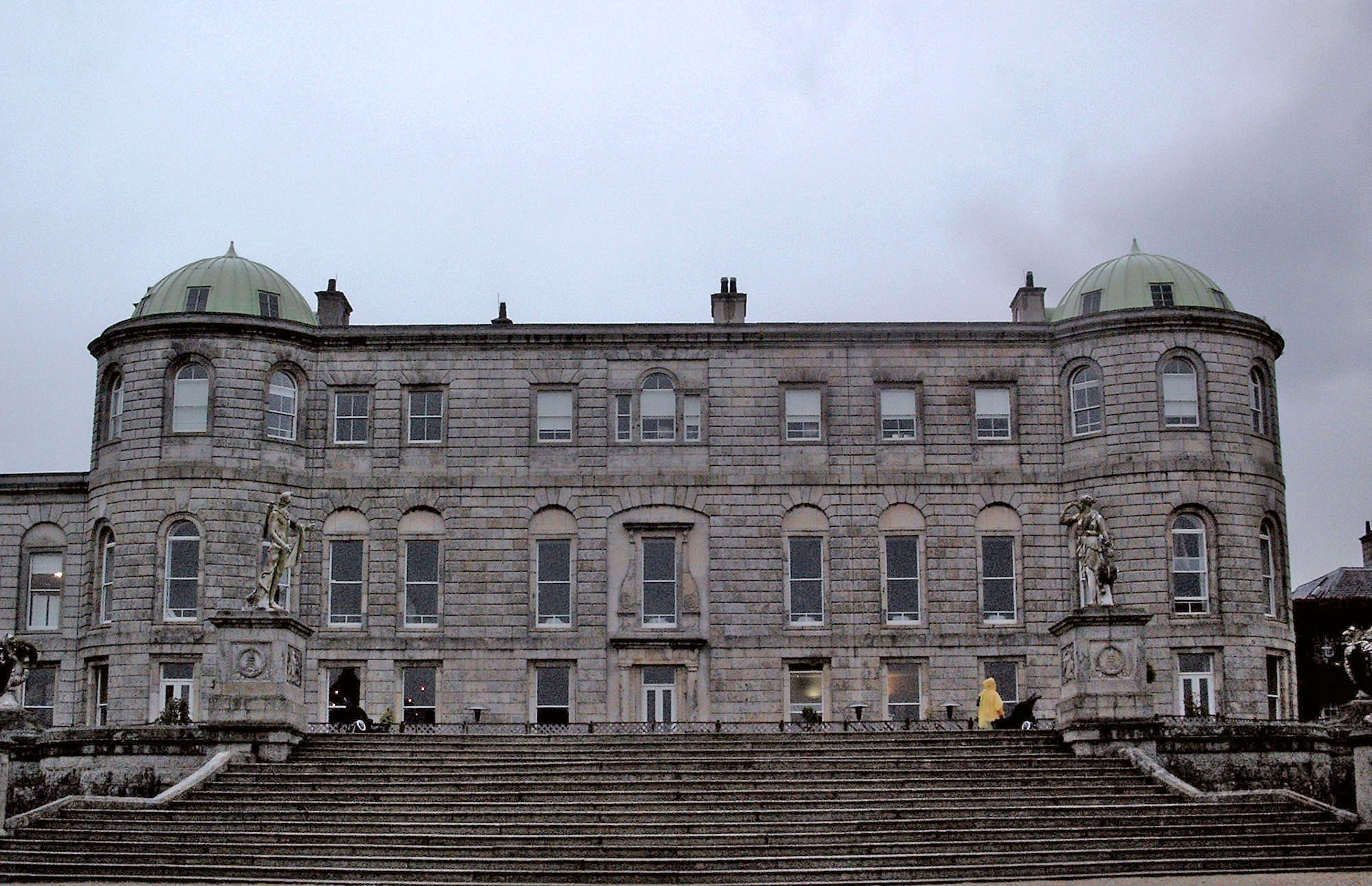
Powerscourt House
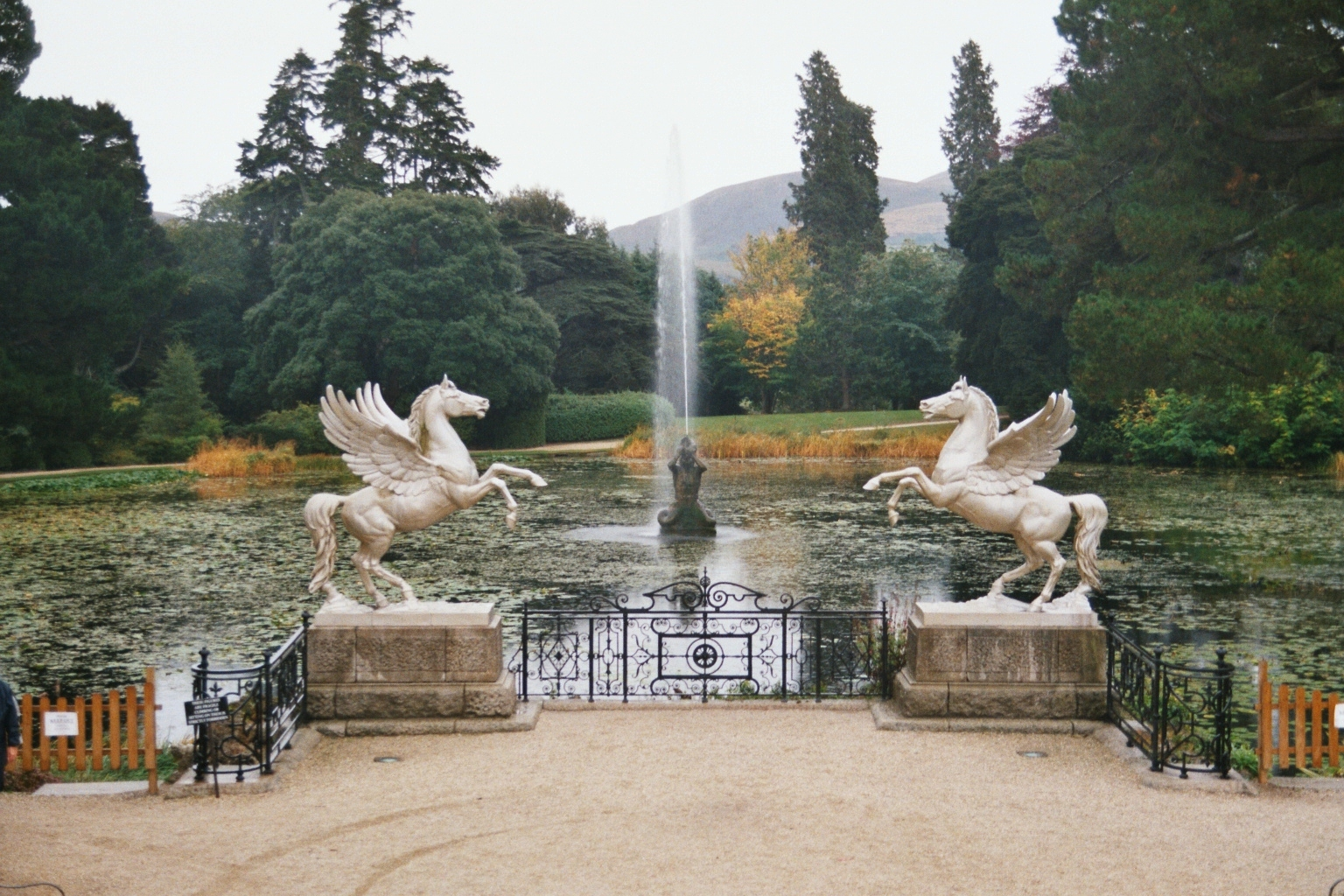
La fuente
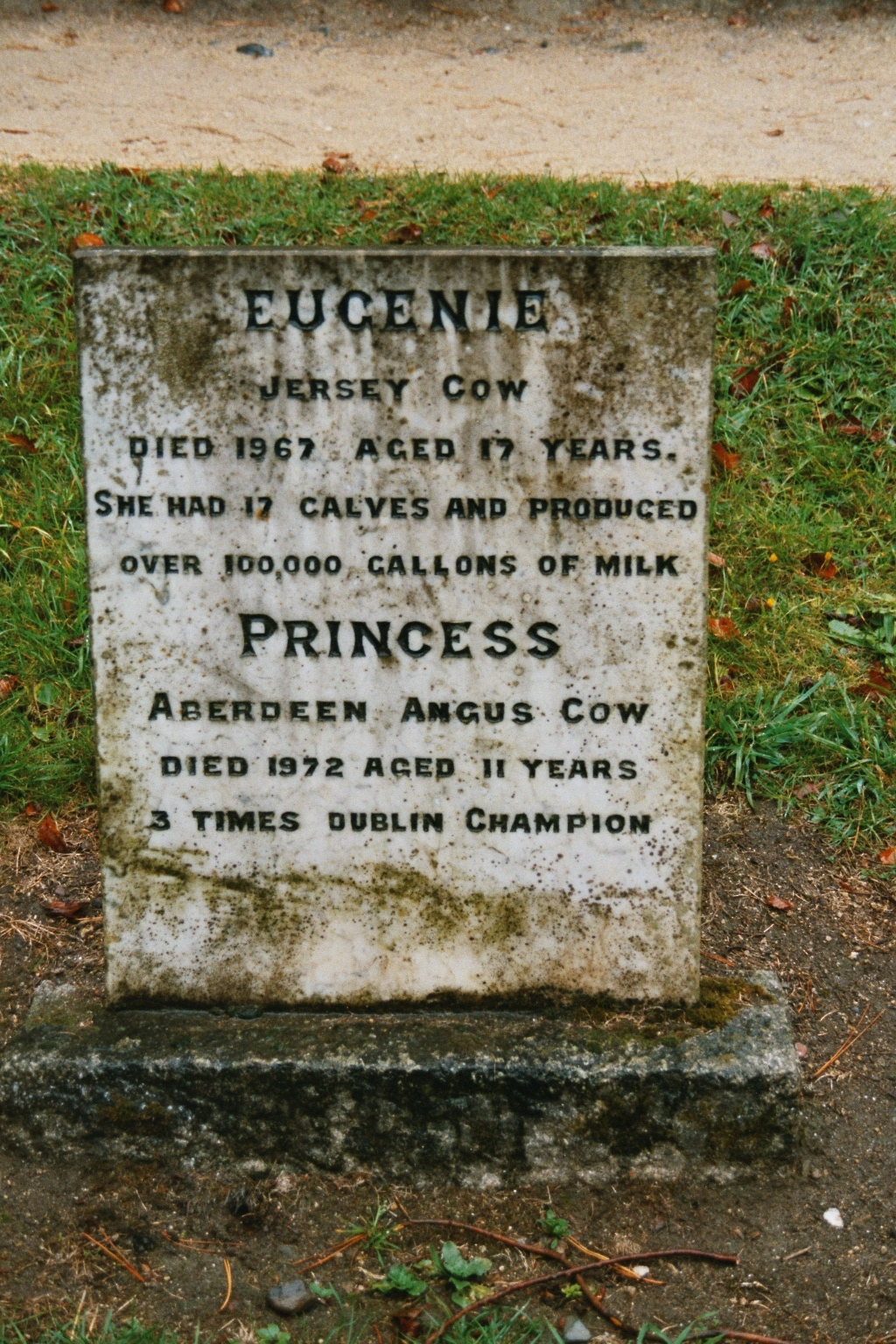
Lápida
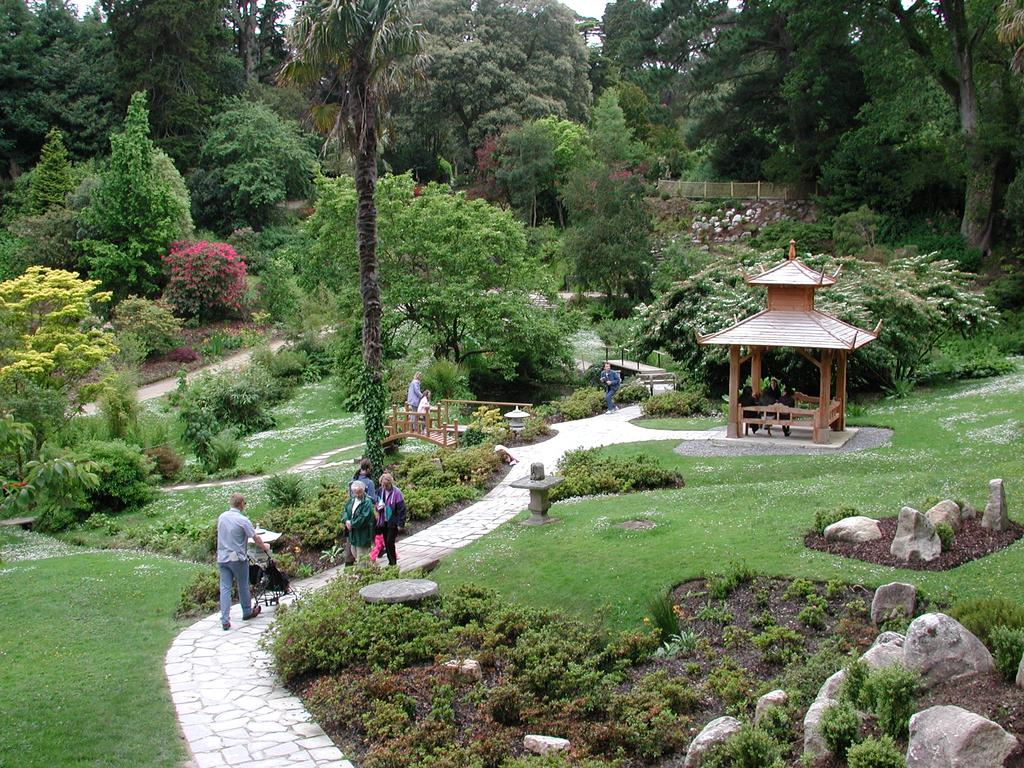
Jardines japoneses
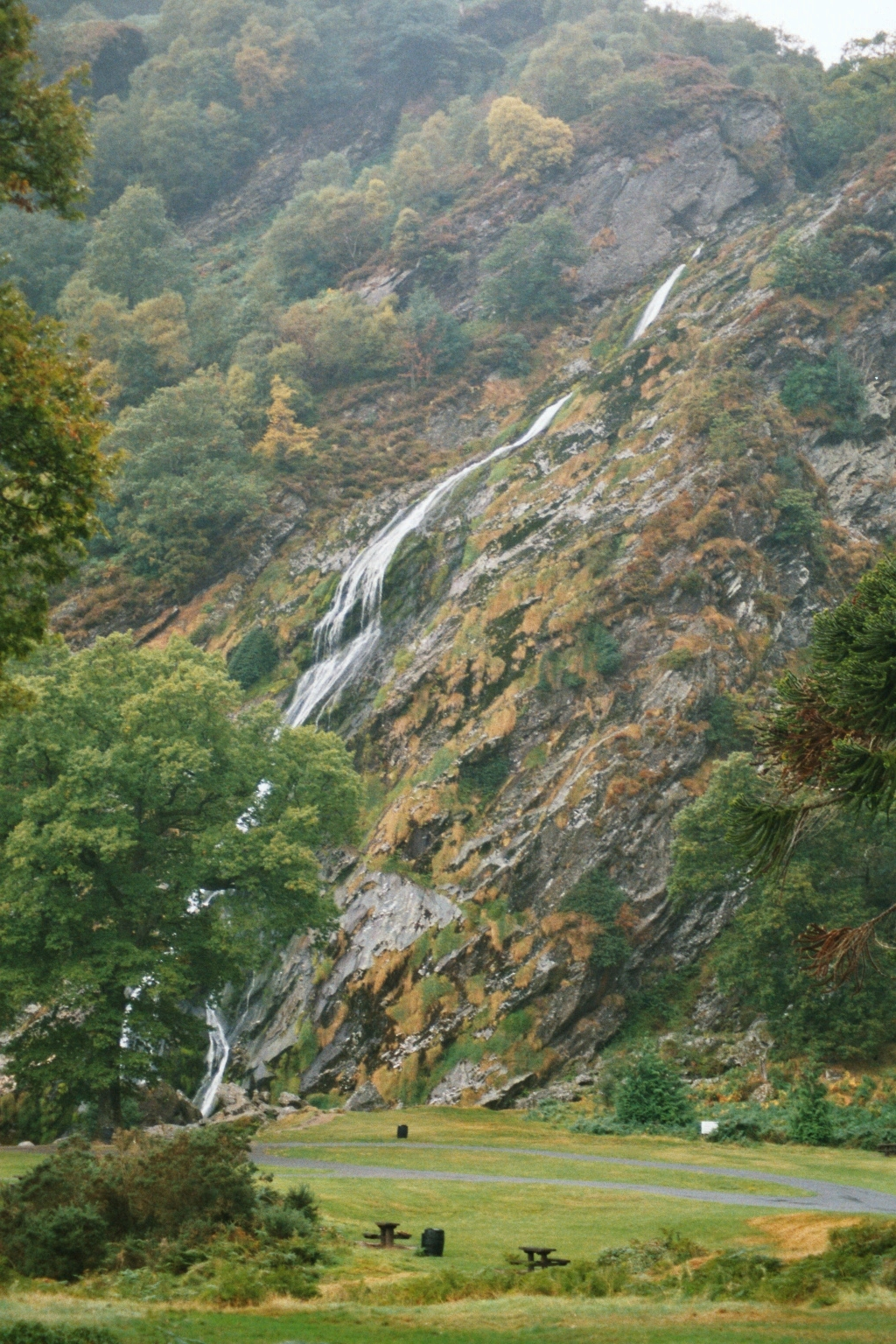
La cascada Andrews
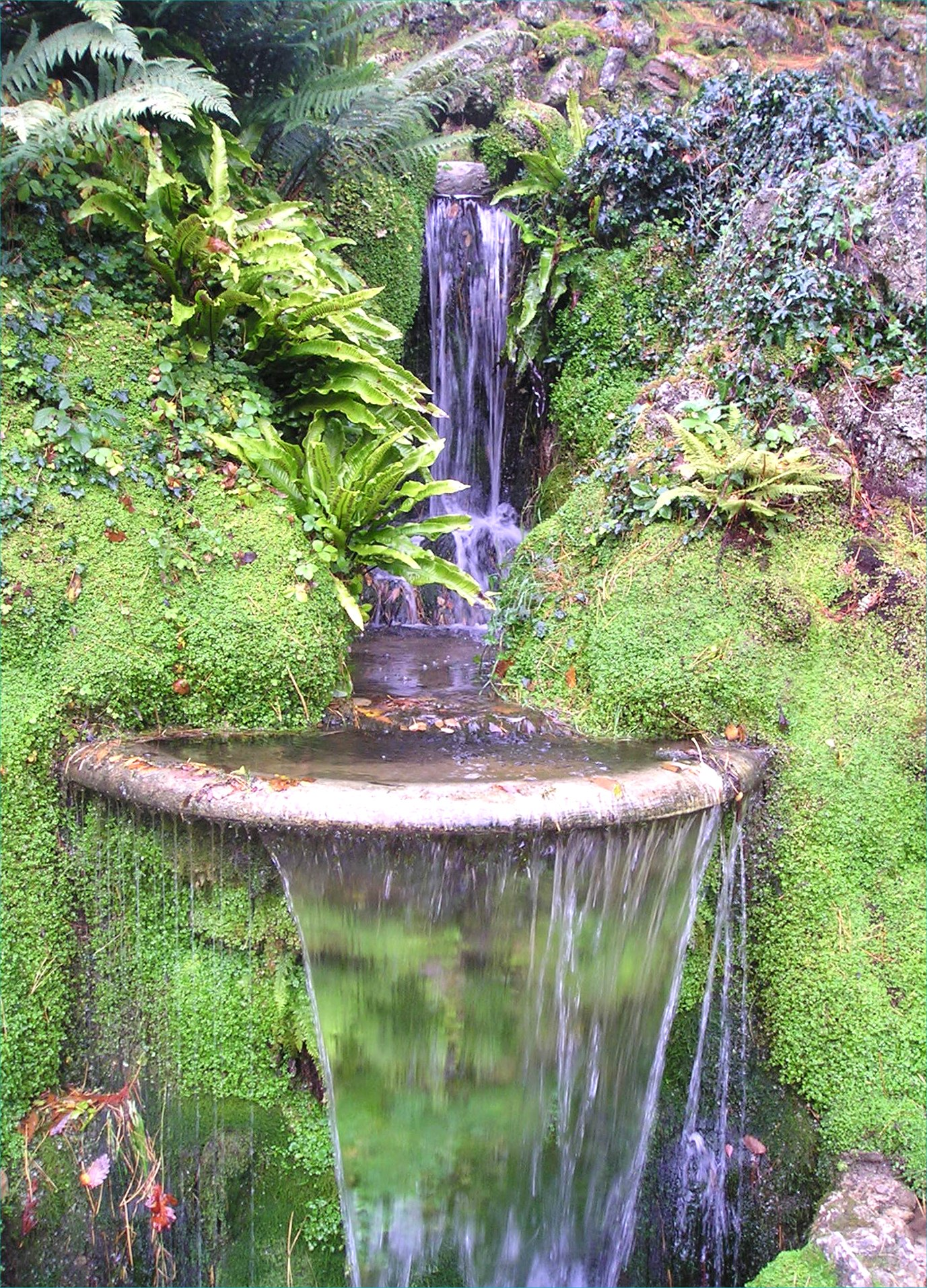
Cascada de los jardines japoneses

- Datos: Q25840
- Multimedia: Powerscourt Gardens / Q25840